# 제이에이치화학공업
제이에이치화학공업(JH화학공업)는 엘앤에프의 자회사인 2차전지의 소재인 전구체를 생산하는 기업이다
KB증권을 주관사로 선정하고 상장을 준비 중이다
2012년부터 김천 1 일반산업단지(1단계)에 자리 잡고 있다

## 같이 보기
- 엘앤에프
- 성일하이텍
- 코스모화학

## 참고문헌
1. ↑  배정철, 엘앤에프 자회사 JH화학공업 상장...2차전지 자회사 IPO 러쉬, 한국경제, 뉴스웨이, 2023-10-18
2. ↑  장귀용, 2차전지 기업 엘앤에프, 자회사 JH화학공업 기업공개 추진, 2023.10.19
3. ↑  이안성, 김천시, 6월 이달의 기업 ‘JH 화학공업㈜’ 선정, 구미일보, 2023.06.03